# John Obadiah Westwood

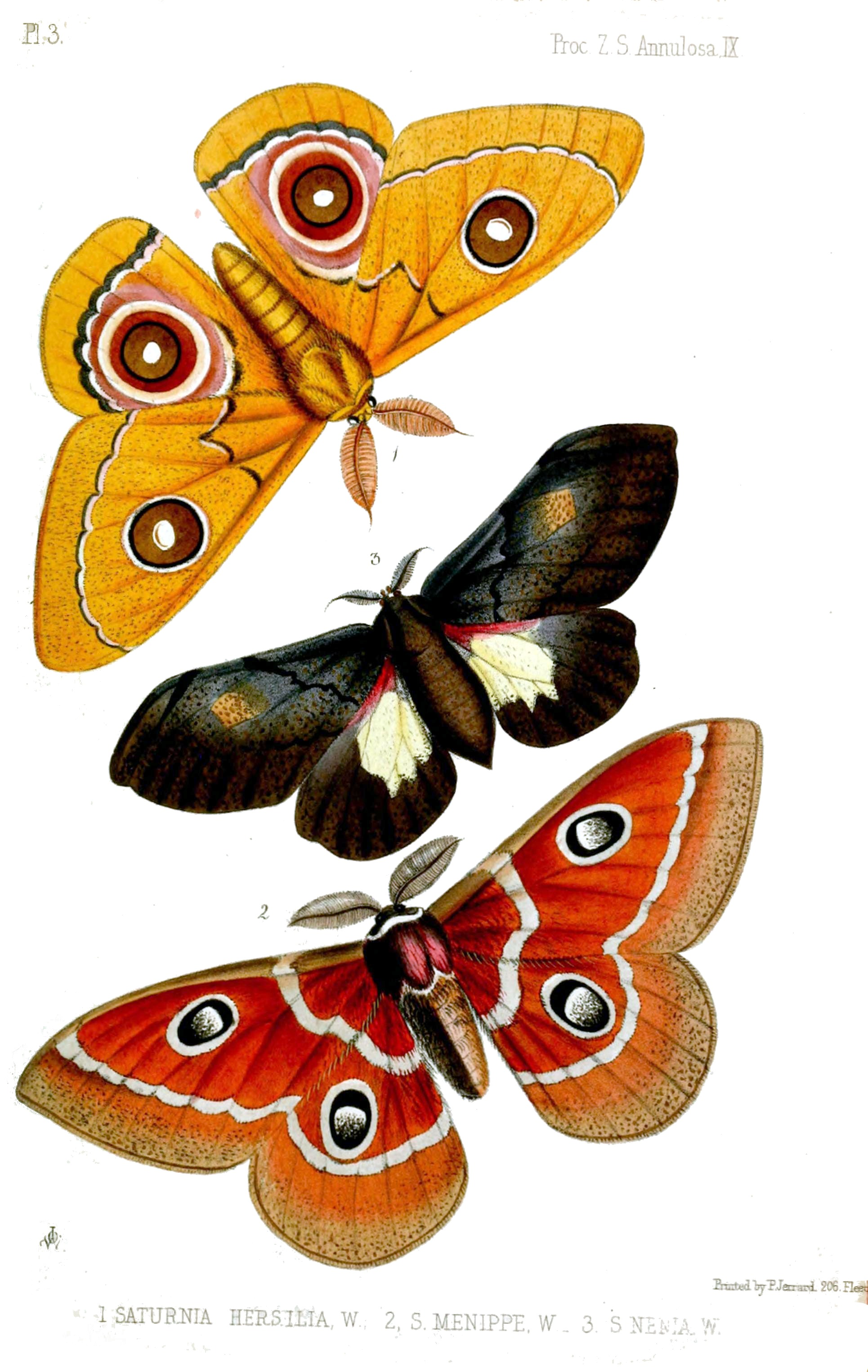
nachtpauwogen getekend door J.O. Westwood.
1:Saturnia hersilia = Bunaeopsis hersilia;
2:S. menippe = Melanocera menippe;
3:S. nenia = Micragone nenia.

John Obadiah Westwood (Sheffield, 22 december 1805 - Oxford, 2 januari 1893) was een Engels entomoloog, archeoloog en illustrator. Hij was een van de belangrijkste entomologen van zijn tijd en was bekend om zijn fraaie natuurgetrouwe entomologische illustraties.

## Biografie
Westwood studeerde rechten maar richtte zich daarna op insectenkunde en archeologie. Hij werd een conservator en later professor in de zoölogie aan de universiteit van Oxford. Hij werd hiervoor genomineerd door zijn vriend Rev. Frederick William Hope, een rijke amateur-entomoloog die het Hope Department of Entomology had gesticht aan de universiteit. Hij was ook een fellow van Magdalen College (Oxford). Westwood publiceerde veel wetenschappelijke artikelen, vooral over Hymenoptera (vliesvleugeligen), en beschreef vele nieuwe soorten.
Westwood was een fellow of the Linnean Society en secretaris en later (1852-1853) voorzitter van de Entomological Society of London. In 1856 verleende de Royal Society hem een Royal Medal voor zijn verscheidene monografieën en artikels over entomologie.

## Werken (selectie)

### Algemeen
- Class Insecta. In Griffith, E. The animal kingdom arranged in conformity with its organization by the Baron Cuvier. Whittaker, London. 796 pp (1832).
- An introduction to the modern classification of insects Longman, Orme, Brown, Green, and Longmans, London (-1839).
- Synopsis of the genera of British Insects. Longman, Orme, Brown, Green, and Longmans, London. 158 pp. (1840). Volledige tekst
- The Cabinet of Oriental Entomology (1848), Volledige tekst
- Thesaurus Entomologicus Oxoniensis: or illustrations of new, rare and interesting insects, for the most part coloured, in the collections presented to the University of Oxford by the Rev. F.W. Hope. London: McMillan & Co., i-xxiv, 205 pp., 40 pls (1874).

### Hymenoptera
- Description of several British forms amongst the parasitic hymenopterous insects. London & Edinburgh Philos. Mag. J. Sci. 1: 127-129 (1832).
- Further notices of the British parasitic hymenopterous insects; together with the "Transactions of a fly with a long tail," observed by Mr. E.W. Lewis; and additional observations. Magazine of Natural History 6: 414-421 (1833).
- Descriptions of several new British forms amongst the parasitic hymenopterous insects. London & Edinburgh Philos. Mag. J. Sci. 2: 443-445 (1833). Volledige tekst
- Descriptions of several new British forms amongst the parasitic hymenopterous insects. London & Edinburgh Philos. Mag. J. Sci. 3: 342-344 (1833).
- "...Hymenopterous Insects, which Mr Westwood regarded as new to science." Proceedings of the Zoological Society of London 3: 68-72 (1835). Volledige tekst
- Characters of new genera and species of hymenopterous insects. Proceedings of the Zoological Society of London 3: 51-72 (1835). Volledige tekst
- Observations on the genus Typhlopone, with descriptions of several exotic species of ants. Annals and Magazine of Natural History 6: 81-89 (1840). Volledige tekst
- On the Evaniidae and some allied genera of hymenopterous insects. Annals and Magazine of Natural History (1)7: 535-538 (1841).
- Monograph of the hymenopterous group, Dorylides. Arcana Entomologica 1(5): 73-80 (1842). Volledige tekst
- On Evania and some allied genera of hymenopterous insects. Transactions of the Royal Entomological Society of London 3(4): 237-278 (1843).
- Description of a new species of the hymenopterous genus Aenictus, belonging to the Dorylidae. Journal of Proceedings of the Entomological Society of London 1840-1846: 85 (1843). Volledige tekst
- Description of a new dorylideous insect from South Africa, belonging to the genus Aenictus. Transactions of the Entomological Society of London 4: 237-238 (1847).
- Description of the "Driver" ants, described in the preceding article. Transactions of the Entomological Society of London 5: 16-18 (1847).
- Descriptions of some new species of exotic Hymenoptera belonging to Evania and the allied genera, being a supplement to a memoir on those insects published in the third volume of the Transactions of the Entomological Society. Transactions of the Royal Entomological Society of London (2)1: 213-234 (1851).
- Descriptions of some new species of short-tongued bees belonging to the genus Nomia. Transactions of the Entomological Society of London 1875: 207-222 (1875).
- Contributions to fossil entomology. Quarterly Journal of the Geological Society of London 10: 378-396 1854. Volledige tekst

### Lepidoptera
- Met Henry Noel Humphreys: British Moths and Their Transformations. London: William Smith, 1843-1845. 2 delen.